# Younger Now
Younger Now là album phòng thu thứ sáu của ca sĩ người Mỹ Miley Cyrus, phát hành ngày 29 tháng 9 năm 2017 bởi RCA Records. Cyrus lên kế hoạch thu âm album tiếp theo sau thành công của Bangerz (2013) đồng thời thực hiện album thứ năm theo hướng thể nghiệm Miley Cyrus & Her Dead Petz (2015), mặc dù kế hoạch sau đó bị ảnh hưởng khi cô tái hợp với chồng sắp cưới Liam Hemsworth vào năm 2016. Younger Now được sáng tác và sản xuất bởi Cyrus và Oren Yoel, người cô đã hợp tác trong hai album trước, để tạo nên một bản thu country pop và pop rock không nhắm đến thành tích thương mại, đồng thời khẳng định sự "chân thành" của Cyrus đối với "dòng nhạc cội nguồn của mình". Album còn có sự góp giọng của Dolly Parton, mẹ đỡ đầu của Cyrus.
Younger Now nhận được những đánh giá trái chiều từ các nhà phê bình âm nhạc, trong đó họ cho rằng phần sáng tác và sản xuất đang thiếu chất lượng. Album ra mắt ở vị trí thứ năm trên bảng xếp hạng Billboard 200, trở thành album thứ 11 của Cyrus vươn đến top 10 tại đây, đồng thời đứng đầu bảng xếp hạng ở Tây Ban Nha và lọt vào top 10 ở nhiều thị trường khác như Úc, Áo, Canada, Ireland, Ý, New Zealand, Na Uy và Vương quốc Anh. "Malibu" và "Younger Now" đã được phát hành dưới dạng đĩa đơn, trong đó đĩa đơn đầu tiên đạt vị trí thứ 10 trên bảng xếp hạng Billboard Hot 100.
Với mong muốn thoát khỏi hình tượng khiêu khích đã xây dựng trong quá trình quảng bá Bangerz và Miley Cyrus & Her Dead Petz, Cyrus thực hiện chiến dịch quảng bá cho Younger Now với hình tượng nhẹ nhàng hơn. Cô trình diễn những bài hát từ album trên nhiều chương trình truyền hình và lễ trao giải, bao gồm giải thưởng Âm nhạc Billboard và giải Video âm nhạc của MTV, trước khi tuyên bố sau một tháng phát hành album rằng cô sẽ không ra mắt thêm bất kỳ đĩa đơn nào từ Younger Now cũng như thực hiện chuyến lưu diễn quảng bá, vì vậy cô có thể tập trung vào công việc huấn luyện viên ở The Voice.

## Danh sách bài hát
Tất cả bài hát được viết bởi Miley Cyrus và Oren Yoel, ngoại trừ một số ghi chú.
| STT              | Nhan đề                                                                      | Thời lượng |
| ---------------- | ---------------------------------------------------------------------------- | ---------- |
| 1.               | "Younger Now"                                                                | 4:08       |
| 2.               | "Malibu"                                                                     | 3:51       |
| 3.               | "Rainbowland" (hợp tác với Dolly Parton; viết bởi Cyrus, Yoel, Dolly Parton) | 4:25       |
| 4.               | "Week Without You"                                                           | 3:44       |
| 5.               | "Miss You So Much"                                                           | 4:53       |
| 6.               | "I Would Die for You"                                                        | 2:53       |
| 7.               | "Thinkin'"                                                                   | 4:05       |
| 8.               | "Bad Mood"                                                                   | 2:59       |
| 9.               | "Love Someone"                                                               | 3:19       |
| 10.              | "She's Not Him"                                                              | 3:33       |
| 11.              | "Inspired"                                                                   | 3:21       |
| Tổng thời lượng: | Tổng thời lượng:                                                             | 41:11      |

| Bản tại Nhật (track bổ sung) | Bản tại Nhật (track bổ sung) | Bản tại Nhật (track bổ sung) |
| STT                          | Nhan đề                      | Thời lượng                   |
| ---------------------------- | ---------------------------- | ---------------------------- |
| 12.                          | "Malibu" (Tiësto Remix)      | 3:19                         |
| Tổng thời lượng:             | Tổng thời lượng:             | 44:30                        |

## Xếp hạng
| Bảng xếp hạng (2017)                | Vị trí cao nhất |
| ----------------------------------- | --------------- |
| Album Úc (ARIA)                     | 2               |
| Album Áo (Ö3 Austria)               | 8               |
| Album Bỉ (Ultratop Vlaanderen)      | 17              |
| Album Bỉ (Ultratop Wallonie)        | 21              |
| Album Canada (Billboard)            | 3               |
| Album Cộng hòa Séc (ČNS IFPI)       | 9               |
| Album Đan Mạch (Hitlisten)          | 25              |
| Album Hà Lan (Album Top 100)        | 11              |
| Album Pháp (SNEP)                   | 40              |
| Album Đức (Offizielle Top 100)      | 16              |
| Album Hy Lạp (IFPI)                 | 25              |
| Album Hungaria (MAHASZ)             | 35              |
| Album Ireland (IRMA)                | 5               |
| Album Ý (FIMI)                      | 9               |
| Album Nhật Bản (Oricon)             | 44              |
| Album Mexico (AMPROFON)             | 11              |
| Album New Zealand (RMNZ)            | 4               |
| Album Na Uy (VG-lista)              | 9               |
| Album Ba Lan (ZPAV)                 | 19              |
| Album Bồ Đào Nha (AFP)              | 6               |
| Album Scotland (OCC)                | 7               |
| Album Slovakia (ČNS IFPI)           | 8               |
| Album Hàn Quốc (Circle)             | 81              |
| Album Tây Ban Nha (PROMUSICAE)      | 1               |
| Album Thụy Điển (Sverigetopplistan) | 11              |
| Album Thụy Sĩ (Schweizer Hitparade) | 11              |
| Album Anh Quốc (OCC)                | 8               |
| Hoa Kỳ Billboard 200                | 5               |

| Bảng xếp hạng (2017)    | Vị trí cao nhất |
| ----------------------- | --------------- |
| Album Argentina (CAPIF) | 5               |

## Chứng nhận
| Quốc gia                                                                                             | Chứng nhận | Số đơn vị/doanh số chứng nhận |
| --- | ---------- | ----------------------------- |
| Brasil (Pro-Música Brasil)                                                                           | Vàng       | 20.000‡                       |
| Canada (Music Canada)                                                                                | Vàng       | 40.000‡                       |
| México (AMPROFON)                                                                                    | Vàng       | 30.000‡                       |
| Na Uy (IFPI)                                                                                         | Bạch kim   | 20.000*                       |
| Ba Lan (ZPAV)                                                                                        | Vàng       | 10.000‡                       |
| Hoa Kỳ (RIAA)                                                                                        | Vàng       | 500.000‡                      |
| * Chứng nhận dựa theo doanh số tiêu thụ. ‡ Chứng nhận dựa theo doanh số tiêu thụ và phát trực tuyến. |            |                               |

## Lịch sử phát hành
| Khu vực  | Ngày             | Phiên bản  | Định dạng      | Hãng đĩa | Ct            |
| -------- | ---------------- | ---------- | -------------- | -------- | ------------- |
| Nhiều    | 29 tháng 9, 2017 | Tiêu chuẩn | CD Tải nhạc số | RCA      | [ 45 ]        |
| Nhật Bản | 4 tháng 10, 2017 | Nhật Bản   | CD             | RCA      | [ 8 ]         |
| Nhiều    | 9 tháng 2, 2018  | Tiêu chuẩn | LP             | RCA      | [ 46 ] [ 47 ] |